# Scaphoidella stenopaea
Scaphoidella stenopaea är en insektsart som beskrevs av Anufriev 1977. Scaphoidella stenopaea ingår i släktet Scaphoidella och familjen dvärgstritar. Inga underarter finns listade i Catalogue of Life.